# 1946 a jogalkotásban
1946-ban  az alábbi jogszabályokat alkották meg:

## Magyarország
- 1946. évi I. törvény  Magyarország államformájáról
- 1946. évi II. törvény Károlyi Mihály érdemeinek törvénybeiktatásáról
- 1946. évi III. törvény a Kúrián honvédbírósági fellebbviteli tanács szervezéséről és az ezzel kapcsolatos rendelkezésekről
- 1946. évi IV. törvény a magyar főudvarnagyi bíróság megszüntetéséről
- 1946. évi V. törvény a bíróságok és az ügyészségek tagjainak az igazságügyminisztériumban való ideiglenes alkalmazhatásáról szóló 1899:XLVIII. törvénycikk hatályának meghosszabbításáról
- 1946. évi VI. törvény a nemzeti kormány részére rendeletek kibocsátására adott felhatalmazásról
- 1946. évi VII. törvény a demokratikus államrend és köztársaság büntetőjogi védelméről
- 1946. évi VIII. törvény a „Magyar Szabadság Érdemrend” alapításáról
- 1946. évi IX. törvény 	 a telepítésről és a földreform befejezésének előmozdításáról
- 1946. évi X. törvény az emberi alapjogok hatályosabb védelméről
- 1946. évi XI. törvény a Nemzetgyűlés által az ország szellemi és közéleti vezető személyiségei közül választott nemzetgyűlési képviselők számának újabb megállapításáról
- 1946. évi XII. törvény a volt rendi megkülönböztetésekből eredő egyes házassági vagyonjogi és öröklési jogi szabályok hatályának megszüntetéséről
- 1946. évi XIII. törvény a szénbányászat államosításáról
- 1946. évi XIV. törvény a vádtanács megszüntetéséről, a sajtóeljárás gyorsításáról és az államfogházbüntetés megszüntetéséről
- 1946. évi XV. törvény a Magyarország és Csehszlovákia között lakosságcsere tárgyában Budapesten 1946. évi február hó 27. napján kelt magyar-csehszlovák egyezmény becikkelyezéséről
- 1946. évi XVI. törvény  a magyar köztársaság kormánya részére rendeletek kibocsátására adott felhatalmazásról
- 1946. évi XVII. törvény az államháztartásnak az 1946. évi január hó 1. napjától az 1946. évi október hó 31. napjáig terjedő viteléről
- 1946. évi XVIII. törvény a törvényes öröklésre vonatkozó egyes jogszabályok módosításáról
- 1946. évi XIX. törvény a munkavállalók egyéni szabadságát, jogegyenlőségét és emberi méltóságát sértő egyes jogszabályok hatályon kívül helyezéséről
- 1946. évi XX. törvény egyes villamosművek energiatelepeinek és távvezetékeinek állami tulajdonba vételéről és a villamos energiagazdálkodással kapcsolatos egyéb rendelkezésekről
- 1946. évi XXI. törvény a Magyar Köztársasági Érdemrend és Érdemérem alapításáról
- 1946. évi XXII. törvény a nőknek az egyetemekre és főiskolákra való felvétele tárgyában
- 1946. évi XXIII. törvény a külföldre hurcolt magyar személyek, illetőleg nemzeti vagyontárgyak gondozásának előmozdításáról
- 1946. évi XXIV. törvény az építésügyi, városrendezési és közmunkaügyi igazgatás szabályozásáról
- 1946. évi XXV. törvény a magyar zsidóságot ért üldözés megbélyegzéséről és következményeinek enyhítéséről
- 1946. évi XXVI. törvény a nemzetgyűlési képviselők összeférhetetlenségéről
- 1946. évi XXVII. törvény az 1946. évi XVII. törvénnyel az államháztartás vitelére adott felhatalmazás meghosszabbításáról
- 1946. évi XXVIII. törvény a Magyar Köztársaság kormánya részére rendeletek kibocsátására adott felhatalmazás meghosszabbításáról
- 1946. évi XXIX. törvény a házasságon kívül született gyermek jogállásáról

### Egyéb fontosabb jogszabályok
- 2.830/1946. (III. 23.) ME rendelet a vasút kártérítési kötelezettségének módosításáról
- 4.370/1946. (IV. 21.) ME rendelet a kereskedelmi társaságokra vonatkozó egyes rendelkezésekről
- 6.270/1946. ME  rendelet (1946. június 4-én lépett hatályba) egyes vallásos gyülekezetek feloszlatására vonatkozó hatósági rendelkezések hatálytalanítása és a      feloszlatással kapcsolatos  vagyoni ügyek ideiglenes rendezése tárgyában
- 8.230/1946. ME rendelet a vallásfelekezeti iskoláknál alkalmazott tanárok,  tanítók és egyéb személyzet létszámcsökkentése tárgyában
- 9.000/1946. ME rendelet [1] a forintérték megállapításáról és az ezzel összefüggő rendelkezésekről (VII. 28.)
- 24.440/1946. K. E. rendelet áruk külföldre szállításának újabb szabályozása tárgyában [2]
- 24.798/1946. ME rendelet a zsidókra hátrányos megkülönböztetést tartalmazó jogszabályok folytán elvesztett ingóságokra vonatkozó igények érvényeesítési idejének meghosszabbítása tárgyában.[2]